# Jaroslav Maria
Jaroslav Maria, vlastním jménem Jaroslav Mayer (24. února 1870 Rakovník – 3.  listopadu 1942 Auschwitz-Birkenau), byl český právník-advokát, spisovatel, dramatik a esejista.

## Životopis

### Mládí a studia
Jaroslav Maria se narodil v rodině rakovnického advokáta JUDr. Karla Mayera, jehož rodina pocházela ze Švýcarska, a matky Františky, rozené Grimové. Jaroslav studoval postupně na gymnáziu v Benešově, v Hradci Králové a v Praze, maturoval v Praze roku 1888 a zde dál studoval práva, doktorát (JUDr.) složil v roce 1893.

### Praxe
První zkušenosti získal jako advokátní koncipient v Rakovníku u otce v kanceláři, v Hradci Králové a od 1898 byl soudním adjunktem v Litoměřicích; samostatnou praxi si později otevřel v Křivoklátě, následně (1903–1908) v Berouně a v roce 1909 v Táboře, kde žil až do roku 1942. JUDr. Maria psal odborné články do časopisu „Právník“ (1895, 1897) a „Čas“ (1897).

### Druhá světová válka
V červnu 1942 – ve dnech stanného práva za heydrichiády – byl Jaroslav Maria v Táboře gestapem zatčen a uvězněn. Důvodem mělo být písemné udání týkající se schvalování atentátu. Po dnech v kobce suterénu služebny gestapa byl 6. července 1942 (tři dny po zrušení osmatřicetidenního stanného práva a zastavení poprav u zdi kasáren v Táboře) jako jeden z jedenácti osob nacisty již připravených k dalším popravám převezen ze služebny gestapa do táborské věznice, 8. července do Prahy, do pankrácké věznice, pak do Terezína odtud v září do koncentračního tábora Osvětim. Zde 3. listopadu 1942 ve věku 72 let zemřel na skvrnitý tyfus.

### Rodinný život
Dne 27. dubna 1896 se v Praze v kostele sv. Jindřicha oženil se Zdenkou Fikarovou (1875–1943), dcerou advokáta z Křivoklátu. Byl strýc autora justičních románů Jiřího Mayera.

## Spisovatel a dramatik
Jaroslav Maria je autorem více než čtyřiceti románů, novel, sbírek povídek a esejů, divadelních her a dalších literárních prací; vyšel z okruhu časopisu Moderní revue; literárně debutoval v roce 1898 divadelní trilogií V předvečer věku; po roce 1918 se věnoval hlavně románu, především z prostředí justice (Spravedlnost, Panstvo v taláru, Váhy a meč, Peklo). Jeho dílo-román Werther (z roku 1907) byl zfilmován (1926), divadelní hry Johanna Radimská, Torquato Tasso a Má jest pomsta uvedlo Národní divadlo v Praze. Je autorem libreta k opeře Otakara Jeremiáše Bratři Karamazovi. O jeho tvorbu se zajímal také Karel Čapek (navštívil jej v Táboře 20. června 1928, druhý den Čapek odjel za básníkem Antonínem Sovou do Pacova).
Základní námět rozsáhlého díla byl značně ovlivněn naturalismem a dekadencí z přelomu 19. a 20. století; podstatu života viděl v zápas a zničení protivníka, ve střetu postav opačného charakteru nebo pohlaví. Zajímal se o rozvrat a úpadek způsobovaný diktátem sexu nebo rodovou degenerací, nedostatečností kulturních institucí. V poválečném období přešel od dramatu k romanopisectví. Kladl důraz na boj s mocnými tohoto (republikánského) světa, demaskování poměrů ve společnosti a zobrazování (bez falešných ohledů) různých profesních vrstev. Pronášel i příkrá obvinění proti celé soudní praxi a neúmorně pranýřoval příslušníky justice; pro svoji provokativní volbu témat a také vyrovnávání osobních účtů a pro sebevědomé obhajování vlastních názorů se ocitl v mnoha veřejných konfliktech a připravená sazba jeho autobiografie Já byla po autorově uvěznění zničena, vydána až roku 2020.

## Dílo

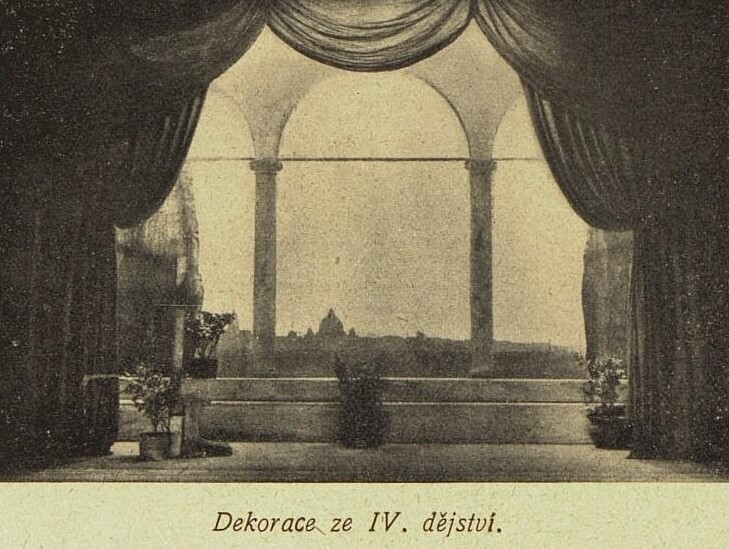
Jaroslav Maria: Torquato Tasso, Národní divadlo Praha, 1918

### Dramata
- V podvečer věku /cyklus tří dramat: I. Prokurátor Rein, II. Děti pana prokurátora, III. Soumrak – (1898)
- Dobráci (1899)
- Dramatická sonata: Johanna Radimská (1904), Irlacherové (1907), V exilu (1907)
- Tristan (1908)
- Má jest pomsta (1908)
- Hellenská kněžna (zpěv o Tristaně ve třech dějstvích; Praha, Kamilla Neumannová, 1911) [8]
- Trilogie: Parisina (1917) – tragédie o třech dějstvích, Michelangelo Buonarotti (1912), Torquato Tasso (1918) – tragédie o 4 dějstvích. Dostupné online.
- Dolfa  (truchlohra o nevěstce ve třech dějstvích; Praha, Otakar Štorch-Marien, 1919)
- Lucretia Borgia (1920)
- Lichoběžník (1922)
- My a vy (scénický pamflet – 1920)
- Kyvadla věčnosti (1920)
- Bratři Karamazovi (text k opeře o třech dějstvích podle románu F. M. Dostojevského, hudba Otakar Jeremiáš; Praha; Bedřich Bělohlávek, 1928 a Státní hudební vydavatelství 1962)

### Próza

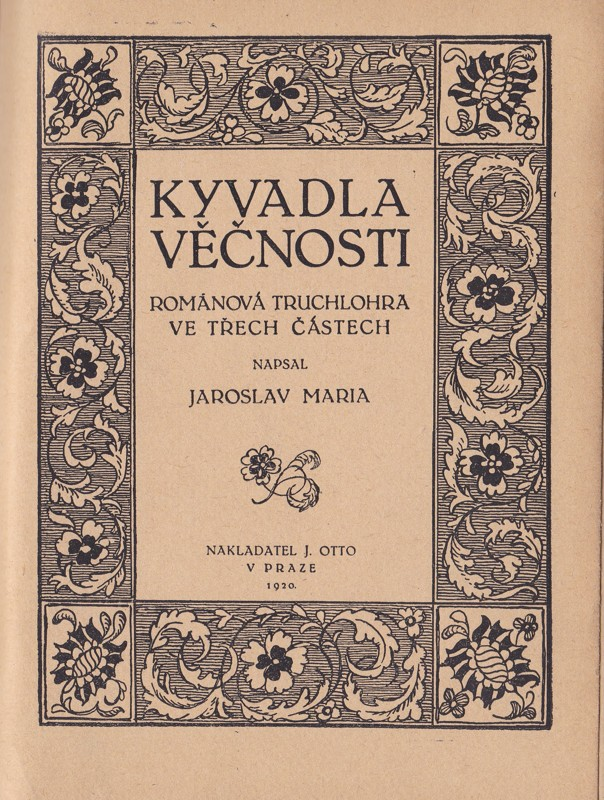
Jaroslav Maria: Kyvadla věčnosti, obálka 1920

- Werther (1907 a Vyškov, Obzina 1925) [9]
- Spravedlnost (román; Praha, Vilímek, 1917)
- Menší prósy (Plzeň, Beníško, 1919)
- Památník Jaroslavu Jeremiášovi (Praha, Aventinum, 1919)
- justiční trilogie: Spravedlnost (1917), Panstvo v taláru (1924, Sfinx 1932, L. Mazáč 1937), Váhy a meč (1928, Sfinx 1934, L. Mazáč 1937), doplněné románem z věznice Peklo (1931)
- Tajnosnubní (román; Praha, Obelisk, 1922 a Sfinx 1930)
- Italie (cestovní příručka; Vyškov na Moravě, F. Obzina, 1925)
- Sladký upír (básník a jeho musa – pražský literární román; Ve Vyškově na Moravě, Obzina, 1925)
- Italie a my – cestopis (1925 a Sfinx 1932)[10]
- Emausy (dřevoryty František Kobliha; V Plzni, V. Žikeš, 1926)
- Dekameron melancholický (italské novely; Praha, B. Janda, 1927)
- Olginka (Novela; Praha, Legio-nakladatelství, 1927)
- Světice, dámy a děvky (román; Vyškov, F. Obzina, 1927)
- Ďábelská nokturna, Díl 1 a 2 (Praha, Sfinx-Janda, 1928)
- Dvě slzy –: San Martino al Cimino, Trani (Kladno, Svatopluk Klír a F.J. Klír, 1928)
- V objetí železné panny (Praha, Sfinx, B. Janda, 1928)
- Viktorka (choulostivá historie, román; Praha, Melantrich, 1928)
- Raketa a míč (sportovní novela; Tábor, J. Matoušek, 1929 a Sfinx 1931)
- Grabbe – rysy generální (Tábor, nákl. vlast., 1930)
- Parnas (Praha, Sfinx, Janda, 1930)
- Tři krůpěje (leptem a kresbami vyzdobila Zdenka Braunerová; Praha, Trianon Dr. Prokop Toman ml., 1930)
- Vojáci a diplomati (román; Praha, Kvasnička a Hampl, 1930) Svazek I., [11] Svazek II., [12] Svazek III. [13]
- Peklo (román; V Praze, Sfinx (Bohumil Janda), 1931)
- Jedy (román velkých srdcí; Praha, Sfinx (B. Janda), 1932) [14]
- Korále (Praha, Sfinx (Bohumil Janda), 1932)
- Kantoři a inspektoři (román; Praha, L. Mazáč, 1933, v tir. 1934 a 1937) [15]
- Tajemství sexu (1934) – román o láskách ošemetných [16]
- Bankéři a proletáři (román; V Praze, L. Mazáč, 1934 a 1935)
- Hilar (V Praze, A. Neubert, 1935)
- Chudina (román malých lidí; V Praze, L. Mazáč, 1935)
- Sodoma 1.-3. (fantastický román; V Praze, L. Mazáč, 1935) Svazek I. [17] Svazek II. [18] Svazek III. [19]
- Advokáti (román; Praha, L. Mazáč, 1937)
- Král (román; Praha, L. Mazáč, 1937)
- Kyvadla věčnosti 1.-2. (románová truchlohra; Praha, L. Mazáč, 1937)
- Zdenka Braunerová  (knihu vyzdobil Jan Konůpek; Praha, Emporium, Alois Dyk, 1937)
- Žena a soud (román; Praha, L. Mazáč, 1938)
- Jaroslav Maria a Kristian Grabbe, rysy generální (úvod napsal Vladimír Havel; kresba akademického malíře Josefa Stainochra; Táboře Petr Frank, 1940)

## Autobiografie
- Já. Vlastní životopis (Edice Paměť, sv. 112, Academia, 2020)

### Filmografie
- Podle románu Jaroslava Marii Werther natočil v roce 1920 režisér Miloš Hajský stejnojmenný film a sám se obsadil do titulní role.[20]

## Zajímavost
Jaroslav Maria byl dlouholetým přítelem a právním zástupce Zdenky Braunerové.

## Galerie

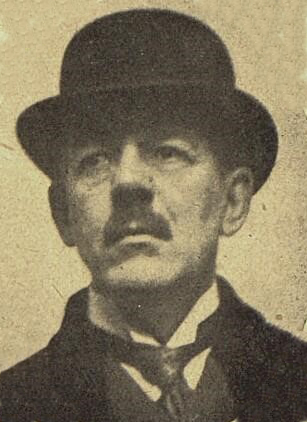
Jaroslav Maria, 1918
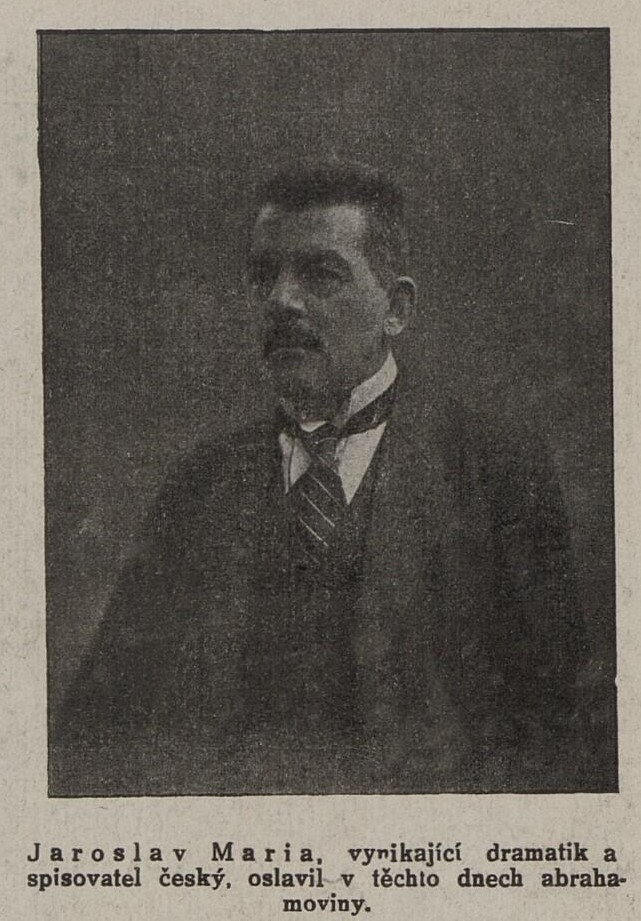
Jaroslav Maria, 1920
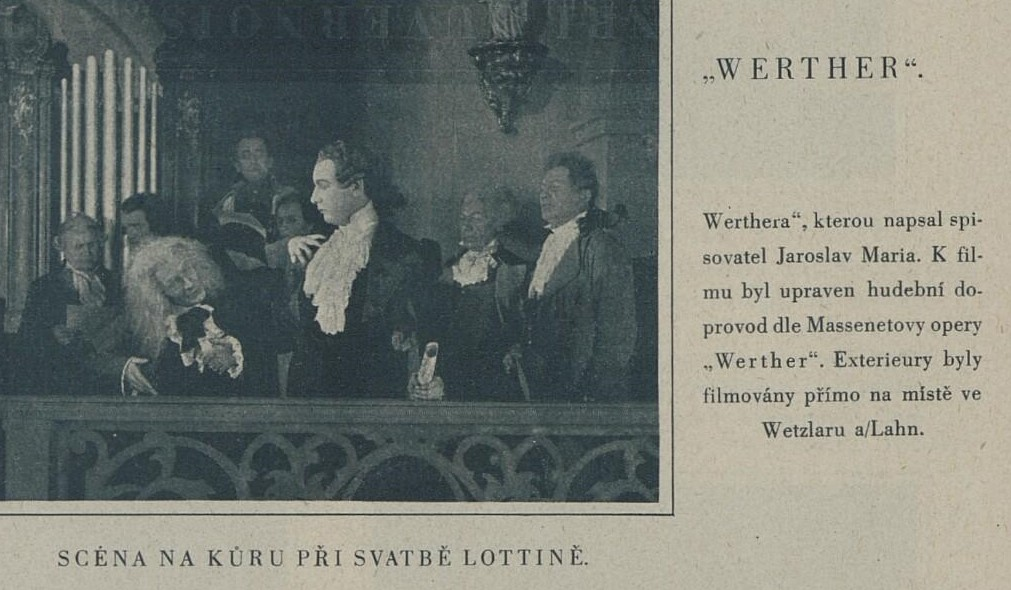
Scéna z filmu Werther, 1926